# Kameanka, Novohrad-Volînskîi
Kameanka (în ucraineană Кам`янка) este un sat în comuna Tokariv din raionul Novohrad-Volînskîi, regiunea Jîtomîr, Ucraina.

## Demografie
Componența lingvistică a localității Kameanka
     Ucraineană (98,58%)
     Rusă (1,42%)
Conform recensământului din 2001, majoritatea populației localității Kameanka era vorbitoare de ucraineană (98,58%), existând în minoritate și vorbitori de rusă (1,42%).